# Luca van Straaten
Luca van Straaten (Leeuwarden, 17 oktober 1998) is een Nederlandse handballer die sinds 2016 uitkomt voor Limburg Lions. Hiervoor speelde Van Straaten in Leeuwarden bij Cometas.